# Parasemia geddesi
Parasemia geddesi là một loài bướm đêm thuộc phân họ Arctiinae, họ Erebidae.